# Contarinia cerasiserotinae
Contarinia cerasiserotinae är en tvåvingeart som först beskrevs av Osten Sacken 1871.  Contarinia cerasiserotinae ingår i släktet Contarinia och familjen gallmyggor. Inga underarter finns listade i Catalogue of Life.